# Macarena Gandulfo
Macarena Gandulfo (Lanús, Buenos Aires, 3 de noviembre de 1993) es una jugadora de balonmano argentina que juega para el Ariosto Securfox italiano y con la selección argentina de balonmano femenino.

## Trayectoria
Jugadora polivalente que puede aportar en los dos lados de la pista desde el lateral, ha desarrollado parte de su carrera en Brasil (de 2013 a 2015) y parte en el balonmano europeo, desde que llegó en 2015 con 21 años al Balonmano Alcobendas con el que jugó por primera vez en Europa, en la Challenge Cup.
En 2017 se sumó al equipo malagueño del Rincón Fertilidad Málaga y, con el equipo malagueño, consiguió las primeras clasificaciones para Europa del Costa del Sol.
Tras su estancia en España, con 51 goles en su última temporada mas su desempeño en tareas defensivas, le abrió las puertas de la potente  Liga Floriflor rumana, para unirse al Universitatea Cluj-Napoca, con el que estuvo 2 temporadas.
Después fichó por el equipo francés del Ardèche Le Pouzin HB07 Handball por otras dos temporadas. Su época en Francia terminó con el descenso del equipo a la competencia regional.
En 2022 la primera línea de La Garra fue anunciada como nueva lateral del equipo de segunda división rumana del Corona Brasov (Transilvania) con aspiraciones de ascender a la Liga Floriflor. Para Gandulfo, que viene de jugar dos temporadas consecutivas en el ascenso francés junto al Le Pouzin, será su segunda experiencia en el balonmano rumano tras haber jugado en el CSM Cluj Napoca durante la temporada 2019-20.
En 2024 llega a Italia para jugar con el Ariosto Pallamano Ferrara y, en su primer año, se convirtió en la máxima goleadora de la liga italiana anotando 180 goles (de los 615 que anotó su equipo)

### Clubes
- 2012–13:  Sedalo
- 2013–14:  Cascavel
- 2014–14:  Itapevi
- 2014–15:  Santa Feevale
- 2015–17:  Balonmano Alcobendas
- 2017–19:  Rincón Fertilidad Málaga
- 2019–20:  Universitatea Cluj-Napoca
- 2020–22:  Ardèche Le Pouzin HB07 Handball
- 2022–24:  CSM Corona Brasov
- 2024–:  Ariosto Pallamano Ferrara

### Selección
Durante su época en España participó en el mundial del 2015 de Dinamarca (su primer mundial) y en los Juegos Olímpicos de Río 2016. Terminó el 2019 jugando el Mundial celebrado en Japón (16° puesto, la mejor posición hasta la fecha de la selección). Además, jugó en los  Juegos Panamericanos del 2015, 2019, en los Campeonatos Panamericanos del 2015 y del 2017 y los Juegos Suramericanos del 2018.
Tras salir de España ha seguido asistiendo a la Garra y jugando torneos internacionales como el Campeonato Sudamericano y Centroamericano del 2021 y del 2022, con la que consiguió otras dos medallas de plata. 
En 2021 y 2023 también jugó los Mundiales femeninos.
Con la selección argentina ha conseguido 9 medallas en los campeonatos internacionales.

## Títulos y Galardones

#### Con la selección argentina
- 3 x  Medalla de Plata en los Juegos Panamericanos (2015, 2019, 2023)
- 1 x  Medalla de Plata en los Campeonatos Panamericanos (2017)
- 1 x  Medalla de Bronce en los Campeonatos Panamericanos (2015)
- 3 x  Medalla de Plata en el Campeonato Sudamericano y Centroamericano (2018, 2021, 2022)
- 1 x   Medalla de Plata en los Juegos Suramericanos (2018)

### Galardones individuales
- Máxima goleadora de la serie A italiana (2024/25)

## Vida
Se ha declarado varias veces fan de Amorim y Neagu con las que comparte posición en el terreno de juego.